# Lijst van keizers van Brazilië
Brazilië werd op 1 december 1822 een keizerrijk onder Dom Pedro van Bragança als keizer Peter I van Brazilië.
Sinds 1500 was Brazilië een kolonie van Portugal. Het bestuur lag in handen van een door de Portugese koning benoemde gouverneur-generaal. Op 13 juli 1714 werd Brazilië een kroonkolonie. De koning van Portugal benoemde vanaf dat moment een onderkoning om Brazilië te besturen. Op 16 december 1815 werd het koninkrijk Brazilië uitgeroepen. De monarch van Portugal (en de Algarve) was nu tevens monarch van Brazilië. Koningin Maria I van Portugal, die sinds 1808 - als gevolg van de napoleontische oorlogen in Europa - in Brazilië verbleef, was de eerste monarch die in Brazilië resideerde. Na de val van Napoleon in 1815 koos de oude koningin ervoor niet meer naar Portugal terug te keren. Na haar dood op 16 maart 1816 werd zij opgevolgd door Johan VI die in 1821 terugkeerde naar Portugal. Hij benoemde zijn zoon Dom Pedro tot regent over Brazilië. Deze riep op 7 september 1822 de onafhankelijkheid van Brazilië uit en werd kort daarna keizer.
Op 15 november 1889 maakten militairen een einde aan de monarchie en werd de republiek Brazilië uitgeroepen.

## Keizers van Brazilië (1822-1889)

Wapen van het Keizerrijk Brazilië

Vlag van het Keizerrijk Brazilië

| Nr. | Monarch | Monarch                           | Regeringsperiode                | Noot |
| --- | ------- | --------------------------------- | ------------------------------- | --- |
| 1   |         | Peter I (1798-1834) Dom Pedro     | 12 oktober 1822 - 7 april 1831  | Gekroond op 1 december 1822; koning van Portugal van 10 maart - 26 april 1826; abdicatie als keizer op 7 april 1832 ten gunste van nr. 2.                                                              |
| 2   |         | Peter II (1825-1891) Dom Pedro II | 7 april 1831 - 15 november 1889 | Tot 1840 bestuurden regenten het land in naam van de keizer; hij werd op 15 november 1889 na een staatsgreep ("Revolutie") afgezet, waarna de republiek werd uitgeroepen, hij abdiceerde echter nooit. |

## Keizerinnen van Brazilië
| Nr. | Keizerin | Keizerin                                                                          | Periode                             | Vrouw van                            |
| --- | -------- | --------------------------------------------------------------------------------- | ----------------------------------- | ------------------------------------ |
| 1   |          | Leopoldine van Oostenrijk (1797-1826) Maria Leopoldina de Áustria                 | 12 oktober 1822 - 11 december 1826  | Zij was getrouwd met Keizer Peter I  |
| 2   |          | Amélie van Leuchtenberg (1812-1871) Amélia de Leuchtenberg                        | 17 oktober 1829 - 7 april 1831      | Zij was getrouwd met Keizer Peter I  |
| 3   |          | Theresia van Bourbon-Sicilië (1822-1889) Teresa Cristina de Bourbon-Duas Sicílias | 4 september 1842 - 15 november 1889 | Zij was getrouwd met Keizer Peter II |

## Regenten
| Regent(en)                        | Regent(en) | Periode                             |
| --------------------------------- | --- | ----------------------------------- |
|                                   | Voorlopige Regentschapsraad José Joaquim Carneiro de Campos, viconde e marquês de Caravelas Nicolau Pereira de Campos Vergueiro Francisco de Lima e Silva | 7 april 1831 - 18 juni 1831         |
|                                   | Regentschapsraad Francisco de Lima e Silva José da Costa Carvalho João Bráulio Muniz                                                                      | 18 juni 1831 - 12 oktober 1835      |
|                                   | Diogo António Feijó | 12 oktober 1835 - 19 september 1837 |
|                                   | Pedro de Araújo Lima (provisioneel tot 7-10-1838) | 19 september 1837 - 23 juli 1840    |
|                                   | Kroonprinses Isabella (1846-1921) Dona Isabel do Brasil                                                                                                   | 25 mei 1871 - 31 maart 1872         |
| 26 maart 1876 - 25 september 1877 | Kroonprinses Isabella (1846-1921) Dona Isabel do Brasil                                                                                                   |                                     |
| 30 juni 1887 - 22 augustus 1888   | Kroonprinses Isabella (1846-1921) Dona Isabel do Brasil                                                                                                   |                                     |

## Verwijzing
1. ↑  João Bráulio Muniz tot 20 september 1835